# كريس أندرسون (لاعب كرة قدم بريطاني)
كريس أندرسون (بالإنجليزية: Christopher Anderson)‏ (2 أكتوبر 1990 في المملكة المتحدة - ) هو لاعب كرة قدم بريطاني في مركز الوسط. لعب مع نادي بيرنلي ونادي غومباك يونايتد وColne F.C. ‏.

## وصلات خارجية
- كريس أندرسون على موقع قاعدة بيانات كرة القدم.إي يو (الإنجليزية)
- كريس أندرسون على موقع Soccerway.com (الإنجليزية)